# Aikido
Aikido ou aiquidô[a] (em japonês:  合気道, aikidō) é uma arte marcial japonesa desenvolvida pelo mestre Morihei Ueshiba (1883-1969), aproximadamente entre os anos de 1930 e 1960, como um compêndio dos seus estudos marciais e filosóficos. O aikido é, frequentemente, traduzido como "o caminho da unificação (com) da energia da vida", ou "o caminho do espírito harmonioso". O objetivo de Ueshiba era criar uma arte em que os seus praticantes pudessem defender-se a si próprios a partir do ataque adversário. O cerne desta arte marcial orbita em torno do uso pragmático da energia num combate, no controle desse fluxo. Os praticantes desta arte respeitosamente chamam seu criador de O-Sensei ("Grande Mestre"), ou "fundador".
O aikido é exercido através da combinação de movimentos atacantes, redirecionando a força adversária, ao invés de combatê-la diretamente. Isto requer uma reduzida força física, uma vez que o aikidōka (praticante de aikido) conduz o impulso atacante dando entrada ao ataque a partir da transformação dos movimentos rivais. As técnicas são complementadas com várias projecções, torções e contusões comuns.
Ueshiba concebeu o aiquidô a partir da sua experiência com dezenas de artes marciais, mas, principalmente, baseando-se no estilo da escola vetusta do daito-ryu aiki-jujutsu, com sensei Sokaku Takeda, ao qual incorporou técnicas do kenjutsu (técnica da espada) e do jojutsu (técnica do bastão curto). Em 1920, o aikido divergiu-se desse estilo, em parte devido ao envolvimento de Ueshiba com a religião Ōmoto-kyō. Noutra mão, a despeito da origem guerreira, o carácter distintivo reside do modo preciso em não se opor ao adversário, mas, antes de mais, envolvê-lo e utilizar de sua própria agressividade e energia. E, conforme o nome da arte sugere, toda sua prática está intimamente relacionada ao conceito de ki, uma energia natural que flui no corpo humano: o aikido extrapola e faz do controle/harmonização do ki a sua mola mestra, isso claro no estudo do princípio do aiki (relacionado ao kiai), que tem estado presente nas mais diversas disciplinas orientais, o qual pretende resolver uma deficiência não pelo choque mas pela concórdia. Outro importante atributo desta arte é seu apego ao desenvolvimento espiritual. Isso advindo dum dos mentores de Ueshiba, o monge Onisaburo Deguchi, líder da seita Oomoto-kyo, no Japão, a quem, depois de um encontro fortuito, passou a seguir e ser protetor pessoal.
Após várias décadas, a unidade da arte marcial manteve-se quase intacta, permanecendo sob a conduta dos seus sucessores naturais, Kisshomaru Ueshiba (1921-1999) e Moriteru Ueshiba (1951). Todavia, isto não impediu que outras entidades surgissem, cada qual com uma proposta e uma obrigação particular sobre a modalidade. Porém, ao praticante realmente comprometido, resta a consciência de sua origem. Estudantes seniores de Ueshiba possuem diferentes enfoques sobre o aikido, dependendo parcialmente do momento da sua aprendizagem com o mestre. Hoje em dia, o aikido pode ser encontrado em todo o mundo em vários estilos, com amplas interpretações. No entanto, todos eles possuem o conhecimento adquirido a partir de Ueshiba em que a preocupação com o bem-estar do oponente deve ser considerada.

## Etimologia e filosofia

"Aikido" escrito com "ki" em antigos caracteres

A palavra "aikidō" é formada por três ideogramas kanji:
- 合 — ai — unido, unificado, combinado, ajuste
- 気 — ki — espírito, energia, clima, ânimo, moral
- 道 — dō — sentido, trajecto, caminho

O primeiro ideograma 合 é usado principalmente em compostos que significam "combinar, unir, juntar, reunir". Como por exemplo 合同 (combinado/unido); 合成 (composição); 結合 (unir/combinar/juntar); 連合 (união/aliança/associação); 統合 (combinar/unificar); e 合意 (acordo mútuo). Existe uma ideia de reciprocidade, 知り合う (para se conhecer um ao outro); 話し合い (falar/discussão/negociação); e 待ち合わせる (conhecer por marcação/hora marcada).
O segundo ideograma 気 é muitas vezes utilizado para expressar um sentimento, tal como em 気がする ("eu sinto", em termos de pensamento, mas com um menor raciocínio cognitivo); 気持ち (sentimento/sensação); e 気分 (ânimo/moral). Este carácter é empregue para designar energia ou força, como em 電気 (electricidade) e 磁気 (magnetismo).
O termo final dō está também presente noutras artes marciais como no jūdō, kendō, assim como em artes marciais mais pacíficas como em shodō (caligrafia japonesa), kadō (arranjos florais) e chadō ou sadō (cerimónia do chá).
Portanto, a partir de um ponto de vista puramente linguístico, "aikidō" significa "o caminho de combinar forças". O termo "aiki" não é comummente empregue na língua japonesa, o que originou inúmeras interpretações possíveis da palavra. No contexto das artes marciais, o termo se refere ao princípio ou táctica de desagregar movimentos atacantes, com o propósito de controlar as ações do oponente, utilizando o mínimo de força possível. Praticar o aiki, passa por compreender o ritmo e a intenção do atacante e encontrar a posição e o tempo ideais para aplicar a técnica contrária ao ataque.

## História
O aikido foi criado por Morihei Ueshiba. Ueshiba imaginou o aikido não apenas como uma síntese do seu treino marcial que foi desenvolvendo durante vários anos, mas como uma expressão pessoal da sua filosofia sobre a paz universal e reconciliação. Durante a vida de Ueshiba e prolongando-se até à atualidade, o aikido evoluiu a partir do conceito do "aiki" que Ueshiba havia estudado através de várias expressões artísticas marciais provenientes de várias regiões por todo o mundo.

### Desenvolvimento inicial
Ueshiba desenvolveu primeiramente o aikido a partir de finais de 1920 até à década de 1930, através de conhecimentos adquiridos de diversos estilos antigos de artes marciais que havia estudado. A essência da arte marcial da qual o aikido deriva, provém do daitō-ryū aiki-jūjutsu, uma arte marcial japonesa que Ueshiba teria estudado sob a orientação directa do mestre Sokaku Takeda, o restaurador desta arte. Adicionalmente, Ueshiba é reconhecido por ter estudado em escolas tradicionais japonesas como Tenjin shinyō-ryū (em japonês: 天神真杨流),  com Tozawa Tokusaburō, em Tóquio, 1901; Gotōha Yagyū Shingan-ryū com Masakatsu Nakai em Sakai entre 1903-1908; e judo com Takagi Kiyoichi (高木 喜代子) em Tanabe, em 1911.
O estilo da escola daitō-ryū é a principal influência técnica do aikido. Juntamente com técnicas de mãos livres, com bloqueios e chaves a articulações, o Ueshiba incorporou técnicas baseadas na utilização de armas como a lança (Yari), luta da vara (Jō) e possivelmente com a baioneta (銃剣). No entanto, e apesar de todas estas influências marciais, a técnica do aikido possui uma estrutura com fortes traços da arte marcial de combate com espada, designada de kenjutsu (剣術).

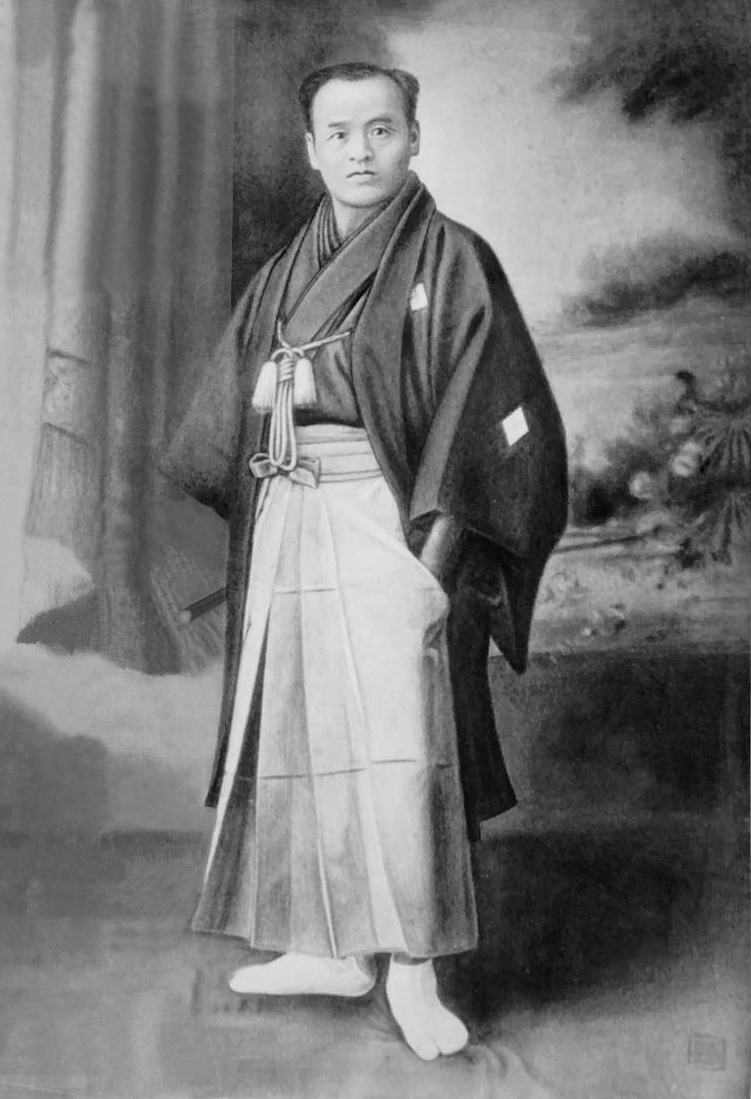
Mestre Sokaku Takeda

Em 1912, Ueshiba mudou-se para Hokkaido, uma ilha setentrional e bastante inóspita do arquipélago nipónico, como cabeça de um grupo colonizadores e aventureiros. Por volta de 1915, Ueshiba encontrou-se na ilha com o mestre guerreiro do clã homónimo, Sokaku Takeda. Este foi considerado o último representante da arte marcial, à época conhecida como daitō-ryū aiki-jūjutsu. Uma arte um tanto obscura, pois era praticada segundo o sistema hereditário dos clãs samurai. Desde o encontro, Ueshiba passou a treinar com Sokaku Takeda. A sua associação oficial com daitō-ryū prevaleceu até 1937. Durante a última metade desse período, Ueshiba começou a distanciar-se de Takeda assim como da escola daitō-ryū. Naquela época, ainda na sua fase embrionária, a arte marcial de Ueshiba era denominada de "aiki budō". Não existe certezas sobre quando Ueshiba começou a utilizar o nome "aikido", contudo esta denominação foi oficializada em 1942, quando a Grande Casa das Excelências Marciais do Japão (Dai Nippon Butoku Kai) estava envolvida com uma reorganização e centralização de artes marciais japonesas, subvencionada pelo governo.

### Influências religiosas

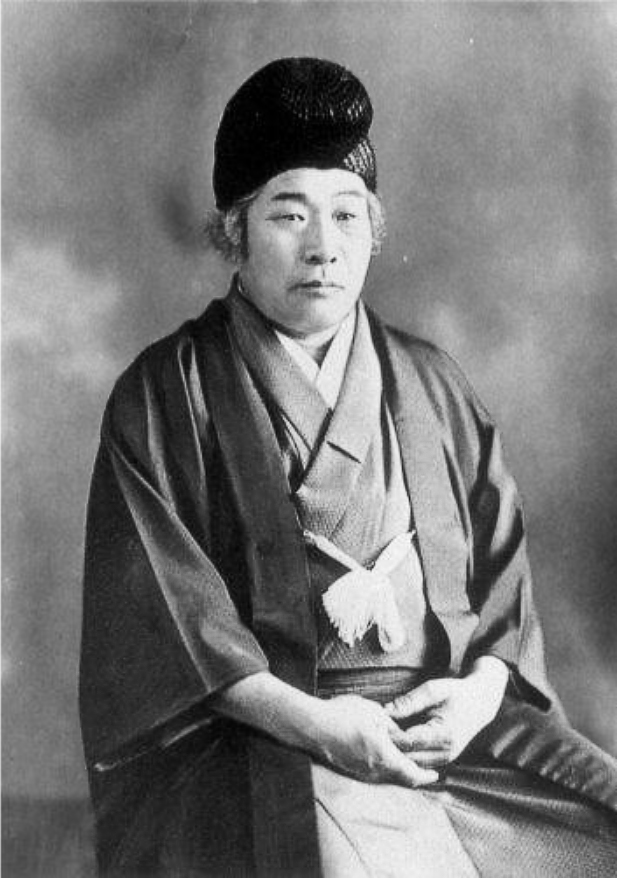
Onisaburo Deguchi

Na segunda metade da década de 1920, retornando à terra natal, Ueshiba conheceu e foi profundamente influenciado por Onisaburo Deguchi, líder espiritual da religião Ōmoto-kyō (um movimento neo-xintoísta) em Ayabe. Uma das características principais da Ōmoto-kyō baseia-se na consecução da utopia durante uma vida. Esta foi, portanto, uma influência de significante importância sobre a filosofia das artes marciais de Ueshiba, de amor e compaixão principalmente para aqueles cujo ódio é o seu principal infortúnio. O aikido evidencia essa filosofia numa essência apurada através da masterização das artes marciais, para que seja possível  auferir um ataque e redirecciona-lo inofensivamente em sentido oposto. Esse aspecto religioso, combinado com treino e com suas algumas correntes ideológicas e políticas, criou a cércea na qual uma nova arte marcial emergiu. Pode-se afirmar que o aikido surgiu de um processo de evolução pessoal, o qual ficou marcado como paradigma a ser seguido pelos aikidōka. Em suma, o aikidōka é não só um defensor como um atacante, saindo ileso da investida adversária.
Para além do resultado do seu crescimento espiritual, a relação com Deguchi proporcionou a Ueshiba a entrada para os círculos da elite política e militar enquanto um mestre de artes marciais. Como desfecho dessa admirada exibição, Ueshiba foi capaz de atrair não só apoio financeiro, mas também alunos com capacidades distintas. Vários desses alunos foram capazes de definir os seus próprios estilos de aikido.
Na sua teoria espiritual, parte fundamental da luta, o aiquidô busca a harmonia dos seres com uma energia universal chamada ki, comum às práticas zen e à ioga. Este termo não tem uma tradução estrita para o português, podendo denotar diversos conceitos: respiração, sopro vital, espírito, energia ou intenção (nas imagens quem está aplicando a técnica é denominado tori ou nage e quem sofre a aplicação é chamado uke).

### Divulgação internacional
Durante o estabelecimento de sua escola, mestre Ueshiba manteve contacto com diversos mestres, das mais variadas escolas e estilos de artes marciais. Em 1951, esta arte marcial japonesa começou a ser difundida em todo o mundo por Minoru Mochizuki, quando este viajou até França, onde introduziu técnicas de aikido em escolas de judo. No entanto, foi Tadashi Abe que a partir de 1952 deu continuidade ao ensino desta arte marcial no ocidente. Tadashi permaneceu na França por sete anos, e tornou-se no representante oficial da sede da fundação Aikikai Hombu, uma organização que agrupa várias instituições de aikido. O professor Kenji Tomiki, fundador do estilo japonês Aikidō Shōdōkan, viajou com uma declaração a várias artes marciais através de quinze estados continentais dos Estados Unidos, em 1953. Mais tarde, no mesmo ano, Koichi Tohei foi enviado pelo dojo Aikikai Hombu para o Havaí, onde permaneceu durante um ano, estabelecendo inúmeros dojo. Seguido por outras numerosas visitas, este foi considerado o ponto da introdução formal do aikido nos Estados Unidos. O Reino Unido, foi o destino subsequente em 1955, seguido da Itália em 1964 por Hiroshi Tada e Alemanha por Katsuaki Asai em 1965. Seiichi Sugano foi nomeado para apresentar o aikido à Austrália em 1965. Hoje em dia, existem escolas de aikido operantes em todo o mundo. Através do famoso ator americano Steven Seagal, o aikido foi exibido em vários filmes de Hollywood na década de 1990.
No Brasil as organizações que receberam o reconhecimento oficial do Hombu Dojo, de acordo com as regras estabelecidas nos Regulamentos Internacionais da Sede Mundial de Aikido, são a Associação Central de Aikido (criada pelo introdutor oficial do Aikido no Brasil, Kawai Shihan), a Associação Pesquisa de Aikido, a Confederação Brasileira de Aikido Instituto Takemusu Brazil Aikikai, a Federação Brasileira de Aikido (FEBRAI), a Federação de Aikido do Estado do Paraná - Aikido Paraná Brasil, a Federação Paulista de Aikido, o Instituto Murayama e o Instituto Sul-Brasileiro de Aikido (Insbrai).

### Proliferação de organizações independentes
A maior organização de aikido actualmente existente é a Fundação Aikikai, que permanece sob o controle da família Ueshiba. Apesar de todos, a divulgação desta arte marcial pelo mundo, teve como consequência o aparecimento de vários estilos, os quais foram maioritariamente desenvolvidos pelos principais estudantes de Morihei Ueshiba.
Os primeiros estilos independentes que tiveram significante repercussão foram o Yoseikan Aikido, iniciado por Minoru Mochizuki, em 1931; o Aikido Yoshinkan fundado por Gōzō Shioda em 1955; e o Aikido Shodokan, desenvolvido por Kenji Tomiki em 1967. O aparecimento destes estilos ocorreram durante a vida de Ueshiba, algo que não ocasionou em grandes conflitos quando foram formalizados enquanto disciplinas pertencentes ao aikido. Contudo, o Aikido Shodokan originou algumas controvérsias uma vez que introduziu uma regra única de competição que alguns "aikidokas" encararam com algo contrário ao espírito do aikido.
Após a morte de Ueshiba, em 1969, mais dois estilo de aikido emergiram. A principal controvérsia até aqui originada ocorreu após a saída do mestre Koichi Tohei do Aikikai Hombu Dōjō, em 1974. Tohei abandonou o dojo após um desentendimento com o filho do fundador, Kisshomaru Ueshiba, que na época administrava a Fundação Aikikai. A desavença ocorreu sobre o caminho apropriado para o desenvolvimento do ki nos treinos regulares de aikido. Depois de Tohei deixar a instituição, este fundou o seu próprio estilo, designado de Shin Shin Toitsu Aikido, o qual é governado pela organização Ki Society (Ki no Kenkyukai). O último grande estilo evoluiu da aposentadoria de Ueshiba em Iwama, Ibaraki, cuja metodologia de ensino a longo prazo foi da autoria de Morishiro Saito. Este estilo é oficialmente conhecido por "estilo Iwama", e até certo ponto, um reduzido número de seguidores formaram uma pequena rede de escolas as quais denominaram Iwama Ryu. Apesar dos praticantes do estilo Iwama conservarem o aikido após a morte de Saito em 2002, os seguidores do mestre dividiram-se em dois grupos. Um deles permaneceu com a Fundação Aikikai enquanto que o outro formou uma associação independente, a Shinshin Aikishuren Kai em 2004 baseada nos conhecimentos do filho de Morihiro, Hitohiro Saito.
Hoje em dia, os principais estilos de aikido lutam individualmente por uma organização independente do governo, e possuem uma sede própria no Japão designada de Aikikai Hombu Dōjō, a qual direcciona e coordena as regras do estilo Aikikai, servindo como base para as várias associações nacionais espalhadas pelo mundo.

#### Estilos de aikido

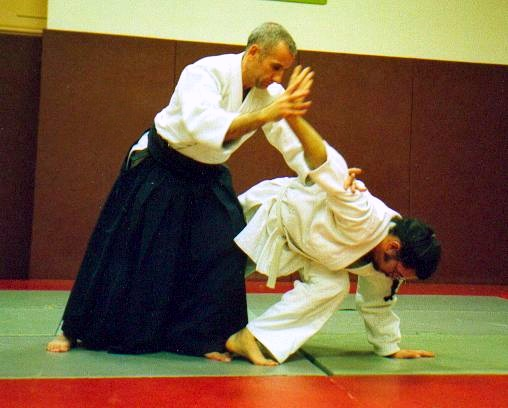
Tachiwaza nikkyo omote ou "técnica em pé, segundo princípio, forma frontal"

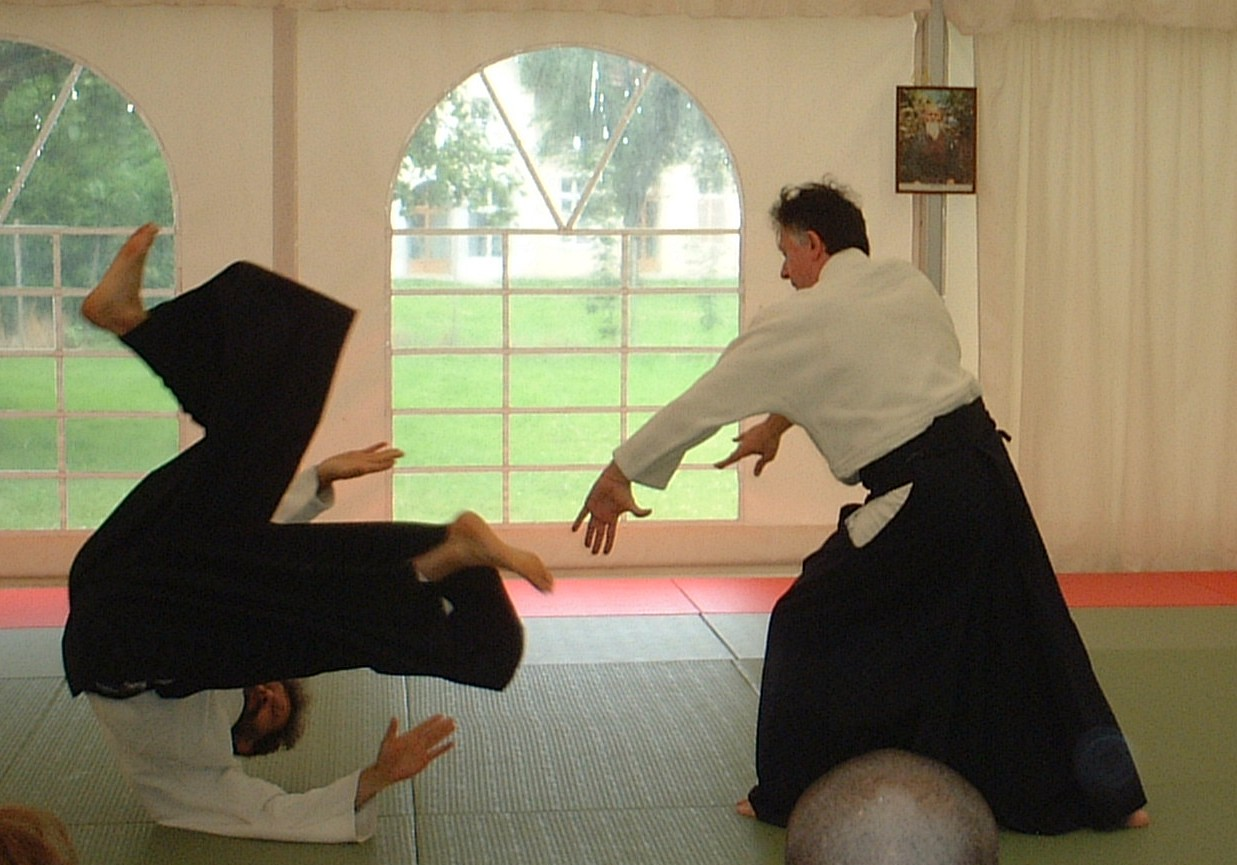
Projecção

Conforme sucedeu com outras artes marciais japonesas, depois que o fundador faleceu (sendo a figura unificadora), fatores internos levaram à fragmentação da modalidade e, assim, hoje a arte possui algumas ramificações, a maioria criados por antigos alunos de O-Sensei. Por outro lado, alguns apontam que o aiquidô não possui estilos verdadeiros, eis que o próprio Fundador admitia que os instrutores ensinassem conforme seu entendimento.

##### Aikikai
O aikikai' está relacionado à Fundação Aikikai no Japão encabeçada pelo Dōshu Moriteru Ueshiba, neto do fundador. Em caráter global, o estilo é representado pela Federação Internacional de Aikido (IAF). Diferentemente de outras escolas, no Aikikai cada mestre busca sua própria interpretação do aiquidô. Isso reflete em uma grande diversidade técnica dentro da organização, do "estilo". De qualquer maneira, a técnica é sempre fluida e não há competições de nenhuma forma.

##### Iwama Ryu
O estilo Iwama, também conhecido por Iwama-ryu ou Iwama Juku, é um nome informal para o estilo de aiquidô ensinado por Morihei Ueshiba no dojo de Iwama. É comumente utilizado para descrever o estilo praticado por Morihiro Saito, um dos discípulos que estudou por mais tempo diretamente com O-Sensei (de 1946 até 1969). O estilo de Iwama inclui um estudo combinado do aiki-jo (bastão), do aiki-ken (espada) e do tai-jutsu (técnicas de mãos livres). Podemos encontrar praticantes do Iwama-ryu dentro e fora da fundação Aikikai. A maior organização independente do estilo é a Iwama Shin Shin Aiki Shurenkai, encabeçada por Hitohiro Saito, filho de Morihiro Saito.

##### Shin Shin Toitsu Aikido
Também conhecido por Ki-Aikido, o Shin Shin Aikido Toitsu foi desenvolvido por Koichi Tohei com base em estudos realizados com o mestre Tempu Nakamura (fundador do Shin Shin Toitsu Do, ou "caminho da unificação mente-corpo"). Este sistema peculiar é caracterizado por técnicas muito subtis e fluídas, com ênfase no desenvolvimento da energia (ki).

##### Aikido Shodokan
O estilo Shodokan, também conhecido por Tomiki Aikido, foi fundado pelo mestre Kenji Tomiki. É o único estilo que permite a competição, sendo uma mistura da forma original com o método de ensino do judo moderno. Incorpora várias formas de desequilíbrio, esquiva, golpes, torções, arremessos, rolamentos e giros no seu repertório técnico. Ele ensina desde técnicas tradicionais até técnicas desenvolvidas para o meio competitivo. O Shodokan engloba kata, treino livre, competição e defesa pessoal. A participação em competições não é obrigatória.

##### Yoshinkan
Fundado por Gozo Shioda, o Aikido Yoshinkan possui ênfase na eficiência em combate devido à qual é frequentemente visto como um estilo duro (hard style) em alternativa aos estilos concentrados na fluidez, estética e espiritualidade. É ensinado à polícia municipal de Tóquio.

##### Shin'ei Taido
O Shin'ei Taido ou Noriaki Inoue, foi criado pelo sobrinho do fundador do aikido, o sensei Noriaki (Yoichiro) Inoue (1902-1994).

##### Korindo
O Aikido Korindo foi criado por Minoru Hirai, antigo discípulo do fundador no Aikikai Hombu Dojo em Tóquio. Este mestre foi também o responsável pela criação do nome da arte marcial, quando em 1942 foi delegado da instituição perante o Butoku-kai.

## Treino
No aikido, assim como em praticamente todas as artes marciais japonesas, o treino é baseado em aspectos físicos e mentais. O treino físico no aikido é diversificado, abrangendo tanto a aptidão e condição física, como preparação e ensaios de técnicas específicas da modalidade. A maioria dos exercícios técnicos do aikido consistem em projeções e/ou arremessos, onde a aprendizagem de métodos de queda são essenciais ao praticante. As técnicas específicas de ataque incluem tanto golpes de punho como em garra, já as técnicas de defesa consistem em projecções, desvios e torções/contusões das articulações do adversário.

### Aptidão

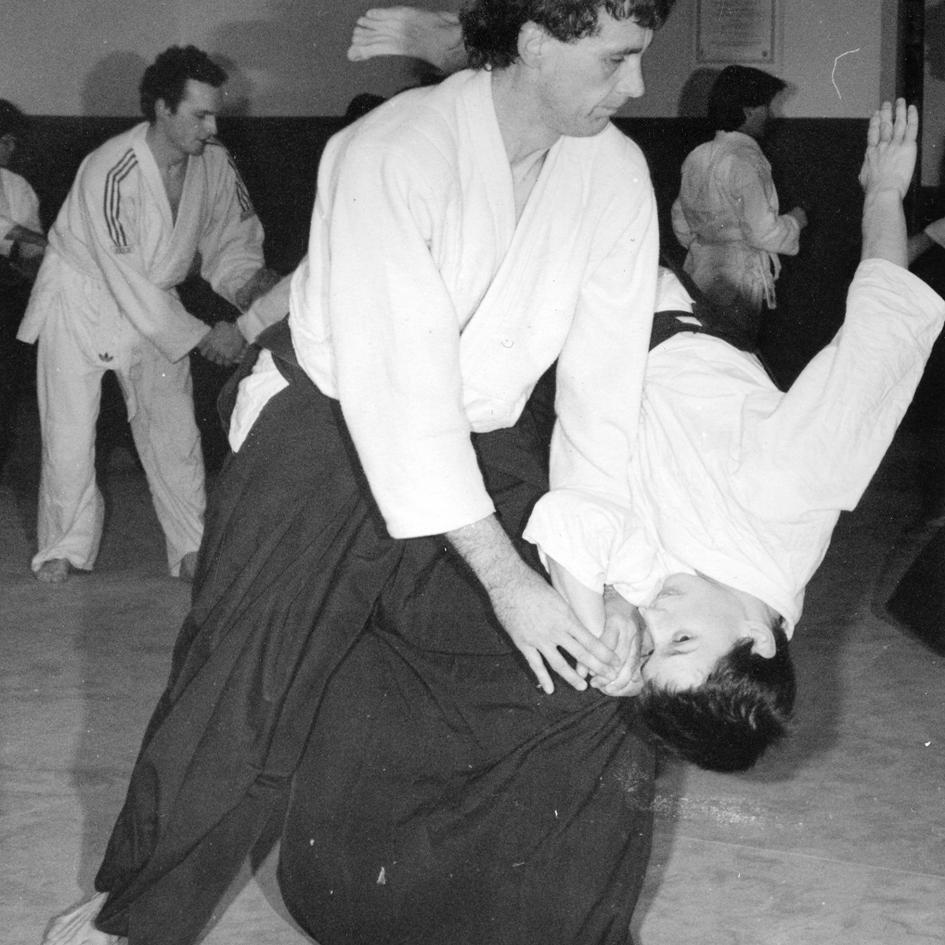
Ukemi (受け身) é um elemento de significante importância nos treinos de aikido

Os objetivos do treino físico prosseguidos em conjunto com o aikido incluem o controle da técnica de relaxamento, da resistência e exercícios de preparação para flexibilidade, não sendo enfatizados ensaios com foco ao treinamento de força. No aikido, os movimentos de empurrar e alongar são frequentemente utilizados em detrimento de movimentos de contração como puxar o oponente. Esta característica pode ser aplicada aos treinos gerais sobre a aptidão física do praticante de aikido.
Nesta arte marcial, diversos músculos são trabalhados, dada a enorme diversidade das técnicas de aikido, melhorando o tónus muscular. Trata-se de uma disciplina que aborda todo um processo educacional para o adestramento da mente, corpo e espírito. O treino de aikido enfatiza a utilização coordenada de movimentos de todo o corpo, assim como do equilíbrio semelhante ao ioga ou pilates. A maioria dos dojo inicia as aulas com exercícios de aquecimento (準備体操, junbi taisō) os quais podem fazer parte os alongamentos e ukemi.

### Funções deukeenage
O treino de aikido fundamenta-se principalmente na aplicação de dois parceiros que pratica movimentos pré-determinados (Kata). O padrão base consiste em sequências de movimentos atacantes por parte do uke (受け, "[corpo] receptor"), o receptor da técnica, que inicia um ataque contra a pessoa que aplica a técnica - o tori (取り, "agarrador") ou shite (仕手, "executante") (dependendo do estilo do aikido), também referido como "atirador" (投げ, nage) (quando se aplica uma técnica de arremesso), que neutraliza o ataque com uma técnica de aikido.
Tanto o uke como o nage são considerados elementos essenciais para a prática do aikido. Ambos estudam os princípios do aikido de harmonia e adaptação. O nage deve compreender combinações sobre o controle da energia de ataque, enquanto o uke aprende atributos como serenidade e flexibilidade em situações desvantajosas, em posições instáveis de desequilíbrio comparativamente com o seu oponente. Esta "recepção" da técnica é designada de ukemi. O uke procura continuamente a tomada de posição para o ataque, abordando pontos vulneráveis do nage. Este por sua vez utiliza a posição e o momento adequado para manter o uke em desequilíbrio e vulnerável ao ataque contrário. Em treinos de nível avançado, o uke, aplica por vezes técnicas de reversão (返し技, kaeshi-waza) para recuperar o equilíbrio e prender ou arremessar o nage.
Ukemi (受身) refere-se ao ato de receber uma técnica. Um uekemi envolve total atenção da técnica, do parceiro e do ambiente imediato onde o praticante se insere - é um ativo e não um passivo na recepção da técnica. A queda em si é parte integrante do aikido, e é uma forma do profissional auferir, com segurança, o que  seria um ataque devastador de arremesso ou impacto.

### Ataques básicos
As técnicas do aikido são normalmente movimentos defensivos sobre o ataque. Isto requer um conhecimento alargado sobre vários movimentos atacantes por forma a que o parceiro de treino pratique habilmente esta disciplina. Apesar dos ataques não serem estudados tanto quanto nas artes em que o foco principal são os golpes ofensivos ou imobilizações, no aikido é necessário aprender correta e eficazmente a aplicação da técnica sobre os mais variados tipos de ataque.
O repertório técnico da modalidade é baseado no koryu daito-ryu, de luta desarmada. A despeito disto, a técnica fundamenta-se nos movimentos ideais da manipulação da katana ou outro tipo de arma. Assim cada muitos dos movimentos atacantes (打ち, uchi) do aikido, seja de punho ou deslocamentos e projeções, possuem um correspondente realizado com a espada ou faca. Outras técnicas como socos (tsuki), possuem características semelhantes a ataques ofensivos com a utilização de uma faca ou espada. Os pontapés reservam-se a variantes de nível superior. Isto deve-se à gravidade dos golpes de pernas e consequentes lesões a que os praticantes estão sujeitos. Com isto, durante o Japão feudal, os chutes (em particular chutes altos) eram impraticáveis na maioria das competições.
Além das técnicas de mãos vazias, os treinos também podem incluir armas: bokken ou bokutô (espada de madeira), jô (bastão curto) e tanken ou tantô (faca de madeira).

## Características

### Etiqueta
O motivo pelo qual se usa a calça hakama reside no fato de que por suas sete pregas tem-se a representação das sete virtudes do samurai, das quais uma é a etiqueta (respeito), pelo que um aiquidoca deve dar muita atenção à etiqueta, principalmente dentro de um dojô.
O atual Doshu (Do= caminho; Shu= mestre), Moriteru Ueshiba, pratica o Cha No Yu (cerimônia do chá), que é em essência a prática da etiqueta.
Cada dojô tem suas peculiaridades sobre etiquetas e protocolos, mesmo no Japão, mas alguns comportamentos são mais claros a todos japoneses do que aos ocidentais não iniciados:
- Ao adentrar e ao sair do dojô e do tatame, fazer reverência em direção ao kamiza (altar xintoísta). Quando estiver entrando, a reverência representa seu sentimento de solicitação,  de humildade. Quando estiver saindo, representa seu sentimento de gratidão.
- Ao começar e terminar o treino, fazer reverência em seiza (ajoelhado) ao kamiza e ao shidoin (instrutor).
- Ao início e ao término da prática a dois, fazer uma reverência ao parceiro de treino. Ao início, pode-se dizer Onegai shimasu (por favor), ou, mais formalmente Onegai itashimasu. Ao término, pode-se dizer Arigatou gozaimashita (muito obrigado), ou, mais formalmente, Domo arigatou gozaimashita.
- Quando o sensei (mestre) ou shidoin (instrutor) estiver lhe dando orientações, permanecer na posição de seiza (ajoelhado) e após o término, agradecer com uma reverência. Permanecer nessa posição denota humildade para receber os ensinamentos, enquanto permanecer em pé seria como conversar com um colega.
- Se precisar pedir instruções ao sensei, não o chame. Dirija-se ao sensei para lhe pedir a instrução. Lembre-se que para o samurai o discípulo é quem deve servir a seu mestre.
- Pague a mensalidade em dia. Aos olhos ocidentais, esta regra pode parecer materialista, mas a mensalidade é uma adaptação moderna do envelope que os discípulos depositavam no kamiza após o treino, como forma de agradecimento aos  ensinamentos passados.
- Não cruzar os braços dentro do dojo. No Japão, cruzar os braços é um sinal de desavença.
- Não arregaçar as mangas dentro do dojo. No Japão, arregaçar as mangas é um sinal de desavença. Se não houver jeito, arregaçar as mangas para dentro.
- Manter o dogi (do = caminho; gi= vestimenta) em ordem. Mantê-lo sempre limpo, bem-passado, com o obi (faixa) alinhado e o paletó adequadamente fechado são sinais de disciplina.
- Quando estiver no tatame, não apoiar as costas nas paredes. Essa regra existe tanto pela questão disciplinar, quanto pelos aspectos marciais.

### Competição
O aiquidô é uma modalidade marcial na qual não existe a prática de competição. Diferentemente do que sucedeu com outras modalidades modernas de budo nas quais se enfatizou a realização de disputas entre atletas e de torneios, na arte de Ueshiba esse aspecto não existe, pois refoge do escopo original: o treinamento ostensivo do corpo e da mente serve como disciplina primaz para nortear o ser humano no caminho da evolução espiritual. Com isso, busca-se manter intacto o verdadeiro e tradicional budo.

## Técnicas
O repertório técnico da modalidade é baseado no koryu daito-ryu, de luta desarmada. A despeito disto, os movimentos são inspirados pelos movimentos de manipulação da katana, isto é, cada movimento, seja das mãos, seja um deslocamento ou projeção, possui um correspondente realizado com a espada.

### Quedas
O-Sensei Morihei Ueshiba dizia "caímos sete vezes e nos levantamos oito". Por ser basicamente um budô sem kumite, treina-se metade do treino como tori (ou nage, aquele que aplica o golpe, que se defende) e metade como uke (aquele que recebe o golpe, que faz o ataque).
Por isso, é essencial o eterno desenvolvimento não só das técnicas de tori, mas também das técnicas de uke, que incluem as técnicas de rolamento, ou quedas, ou ukemi (受身).
Filosoficamente, o espírito de "cair sete vezes e se levantar oito" representa os momentos em que as quedas na vida são inevitáveis. Nesses momentos o aiquidoca deve saber como se comportar durante a queda inevitável, preservando seus pontos vitais e também como erguer-se posteriormente.
Nas técnicas, representa o fato de que após as quedas o uke não fica estendido ao chão, mas levanta-se utilizando a própria cinética da queda. Para tanto, o uke deve treinar intensamente essas quedas individualmente previamente para que quando for utilizá-las, as quedas sejam mais fluidas e mais eficazes. Daí porquê nos levantamos oito vezes.

### Posturas
As três posturas básicas do aiquidô também vém das posturas da espada, com os pés na posição de L, sendo o pé que está à frente correspondente ao mesmo lado da mão que está à frente e alinhando umbigo, mão, dedão do pé e posição do olhar. São elas:
- Chudan no kamae - posição das mãos à meia-altura.
- Jodan no kamae - posição das mãos à altura da visão.
- Gedan no kamae - posição das mãos em direção ao chão.

### Técnicas de movimentação
O aiquidô, como o próprio nome já denota, prima pela manipulação das energias correntes num combate, daí que o princípio da não agressão é expresso por não se contrapor a um golpe adversário, pero, antes disso, receber esse golpe e direcioná-lo de volta ao agressor. Desta feita, estuda-se como o corpo inteiro deve mover-se, no escopo de atingir esse desiderato de não se contrapor, aplicando-se os conceitos de tai sabaki, ashi sabaki, te sabaki, metsuke e outros.
A movimentação do corpo inteiro, ou tai sabaki, está ligada à movimentação do tanden (região abaixo do umbigo, também chamada de ponto um, saika tanden, saika no itten, kangen ou de hara — barriga). A propóstio, o ideograma de sabaki representa uma costureira cortando um tecido com sua tesoura. Da mesma forma o sabaki deve ser executado em um movimento só.
- Irimi undo
- Ten shin undo
- Ten kan undo também chamado de ten kai
- Kaiten ashi undo também chamado de mawashi ashi e de kaiten mawashi
- Irimi tenkan undo também chamado de zen poko hou tenkan
- Sai undo
- O "aiquidoca" deve vislumbrar o caminho a ser percorrido pelo sabaki e executá-lo em um tempo, tal qual a costureira traçando seu caminho com a tesoura.
- Didaticamente, ensinam-se os shoshinsha (iniciantes) passo a passo, mas deve-se ter em mente que, após aprender o movimento, se deverá executá-lo em um tempo.
- Undo significa exercício.

Movimentando-se o corpo, é mister lembrar que os deslocamentos são feitos com o movimento das pernas, ou ashi sabaki, também chamado de un-soku (sensação das solas dos pés). Consiste no treino focado na movimentação dos pés.
- "Okuri ashi undo- "pés deslizantes". Partindo da posição de kamae, o pé que está à frente é deslizado um passo à frente e o segundo pé se aproxima, voltando à posição inicial.
- Tsugi ashi undo - "pés que empurram". Partindo da posição de kamae, o pé que está atrás é deslizado meio passo em direção ao pé que está à frente e então outro pé se desloca à frente, voltando à posição inicial.
- Ayumi ashi undo - "pés naturais". Entende-se como os passos dados de forma natural, considerando o caminhar do samurai. Um passo é dado por vez, alternando-se os pé que estão à frente, mas voltando sempre à posição de kamae a cada passo.
- Shikko - Equivalente ao ayumi ashi em suwari waza. Do kamae ajoelhado, caminha-se erguendo-se os joelhos e alternando-se o joelho que está à frente.

#### Formasomoteeura
Basicamente, todos os golpes podem ser executados na forma omote waza e ura waza. Estes conceitos podem variar, mas estão ligados aos conceitos de yin e yang. Algumas das definições são:
- Omote waza - quando o nage se move pela frente do uke; quando o nage, após executar o golpe, moveu-se para frente de onde estava inicialmente; quando o nage executa um movimento reto; quando o nage executa um movimento incisivo, ativo; quando o movimento é correto.
- Ura waza - quando o nage se move por trás do uke; quando o nage, após executar o golpe, voltou sua frente para trás de onde estava inicialmente; quando o nage executa um movimento redondo; quando o nage executa um movimento receptivo, mais passivo; quando o movimento é de contragolpe.

### Mulheres no Aikido
O Aikido é uma das poucas Artes Marciais, onde a igualdade entre homens e mulheres existe realmente na prática da arte.
As características do Aikido e as suas técnicas não exigem força, exigem sim que se esteja descontraído e sensível aos movimentos, solicita subtileza e análise calma e consciente das ações a tomar. Todas estas características humanas, por isso o Aikido é indicado para a mulher, sem qualquer restrição.